# 시라사와 히사노리
시라사와 히사노리(일본어: 白澤 久則, 1964년 12월 13일 ~ )는 일본의 전 축구 선수이다.

## 국가대표팀 경력
그는 1988년 AFC 아시안컵에 참가할 일본 국가대표 B팀에 발탁되었다.